# Javier Flores Galarza
Javier Flores Galarza (Curridabat, 20 de febrero de 1954) es un ingeniero agrónomo, funcionario, profesor y político costarricense. Fue Ministro de Agricultura y Ganadería (2007-2010) y presidente del Consejo Nacional de Producción (1994-1998) y (1986-1990), entre otros.

## Datos personales
Es hijo de Francisco Flores Quirós y Carmen Galarza. Creció en el centro de Curridabat, en la finca de su abuelo materno; desde ese momento su hogar y su familia han estado en este cantón. Desde el 5 de marzo de 1976 está casado con María Auxiliadora del Milagro Mora Valverde, son padres de dos hijas.

## Estudios realizados
Realizó sus estudios primarios en la Buenaventura Corrales. La secundaria la hizo en el Colegio Seminario y en la Universidad de Costa Rica se graduó como Ingeniero Agrónomo con énfasis en economía agrícola.

## Trayectoria
Su trayectoria en el sector público inició como profesor universitario, se desempeñó como Presidente Ejecutivo del Consejo Nacional de Producción (CNP) en las administraciones Figueres Olsen (1994-1998) y Arias Sánchez (1986-1990) y conformo distintas posiciones en el Banco Centroamericano de Integración Económica (BCIE). Además de funcionario es consultor nacional e internacional.
Durante la administración de Óscar Arias Sánchez (2007-2010) se desempeñó como Ministro de Agricultura y Ganadería entre el 17 de octubre de 2007 y el 8 de mayo de 2010.